# FK AS Trenčín
Futbalový Klub AS Trenčín este un club de fotbal slovac din orașul Trenčín, Slovacia. Clubul joacă în prima ligă slovacă de fotbal pe nume Corgoň Liga, după ce a promovat în 2011 din divizia inferioară. Trenčín își dispută partidele de acasă pe stadionul Štadión na Sihoti, ce are o capacitate de 4500 spectatori.

## Istoric

### Cronologia evenimentelor
- 1992: Fondat ca TJ Ozeta Dukla Trenčín
- 1995: Redenumit în FK Ozeta Dukla Trenčín
- 2003: Redenumit în Laugaricio Trenčín
- 2005: Redenumit în FK AS Trenčin

## Palmares

### Național
- Corgoň Liga (1993-08)
  - Cea mai bună clasare: locul 3 - 2013
- Slovakian Second Division
  - Campioană: 2011
  - Vice-campioană: 1997, 2009, 2010

## Internațional
| Sezon     | Competiție         | Runda                 | Club             | Gazdă | Oaspete | Scor general |
| --------- | ------------------ | --------------------- | ---------------- | ----- | ------- | ------------ |
| 2013–2014 | UEFA Europa League | Turul doi preliminar  | IFK Göteborg     | 2–1   | 0–0     | 2–1          |
| 2013–2014 | UEFA Europa League | Turul trei preliminar | FC Astra Giurgiu | 1–3   | 2–2     | 3–5          |

## Jucători notabili
| Slovacia - Martin Stano - Filip Hlohovský - Juraj Ančic - Vladimír Cifranič - Kamil Čontofalský - Juraj Czinege - Marián Dirnbach - Martin Fabuš - Roman Gergel - František Hadviger - Róbert Hanko - Filip Hološko - Csaba Horváth - Miroslav Horvatovič - Milan Ivana - Karol Kisel - Martin Konečný - Miroslav Kriss | - Juraj Križko - Miloš Krško - František Kubík - Alojz Kulla - Martin Lipčák - Milan Mičenec - Peter Németh - Andrej Porázik - Karol Schultz - Martin Škrtel - Ondrej Šmelko - Peter Štyvar - Jozef Valachovič - Slavomír Zátek Argentina - Diego Calgaro - Sebastián Ereros | Cehia - Martin Barbarič - Miloš Buchta - Martin Doubek - Branislav Jašúrek - Lubor Knapp - Michal Lesák - Jan Nečas Gana - Prince Addai Grecia - Alex Pangalis Olanda - Thijs Sluijter | Nigeria - Fanendo Adi Suedia - Blerdi Behrami Ucraina - Serhiy Zaytsev |

## Antrenori
| - Ladislav Kuna (1995–96) - Stanislav Griga (1996–98) - Róbert Paldan (1998–00) - Alexander Bokij (2000–01) - Milan Albrecht (2001) - Anton Dragúň (2001), (2003) - Jaroslav Jurkovič (2003) - Karol Kisel st. (2003–04) | - Anton Jánoš (2004–05) - Karol Marko (2005) - Ladislav Hudec (July 2005–March 6) - Vlastimil Palička (2006–07) - Rob McDonald (2007–08) - Martin Stano (2008) - Ivan Galád (2008–09) - Vladimír Koník (July 2009–Nov 09) | - Adrián Guľa (Nov 2009–June 2013) |

## Echipamente anterioare
|                                                  |
| The first home Ozeta Dukla kit, worn in 1994-95. |

|                                                  |
| The first away Ozeta Dukla kit, worn in 1994-95. |

|                                                    |
| The typical Ozeta Dukla kit, as worn in 1996-2003. |

|                                                        |
| The alternative Ozeta Dukla kit, as worn in 1996-2003. |

|                                                                      |
| The home FK Laugaricio kit and the older FK AS kit, worn in 2003-08. |

|                                                                      |
| The away FK Laugaricio kit and the older FK AS kit, worn in 2003-08. |